# Lliga espanyola d'hoquei sobre patins masculina 2007-2008
La trenta-novena edició de la Lliga espanyola d'hoquei patins masculina, denominada en el seu moment OK Lliga, s'inicià el 15 de setembre de 2007 i finalitzà el 10 de juny de 2008.

## Participants
| - BARCELONA Sorli Discau - Alnimar REUS DEPORTIU - Grup LLORET - Epson CERDANYOLA - Esfer OVIEDO - Grup Clima MATARÓ - Caixa Penedès VILAFRANCA - Cemex TENERIFE | - Güell VOLTREGÀ - VILANOVA L'Ull Blau - Roncato VIC - Coinasa LICEO - NOIA Freixenet - Proinosa IGUALADA - Viva Hàbitat BLANES - Grup Castillo LLEIDA |

## Llegenda
| Pts = Punts totals PJ = Partits jugats PG = Partits guanyats PE = Partits empatats PP = Partits perduts GF = Gols a favor |  | GC = Gols en contra DG = Diferència de gols (GF-GC) Ressaltat en verd = Equip classificat per als play-off. Ressaltat en vermell = Equip descendent de categoria. (p) = Gol de penalti (pro.) = Gol en pròrroga |  |  |

## Fase Regular

### Classificació
| Pos | Equip                    | Pts | PJ | PG | PE | PP | GF  | GC  | DG  |
| --- | ------------------------ | --- | -- | -- | -- | -- | --- | --- | --- |
| 1   | Barcelona Sorli Discau   | 78  | 30 | 25 | 3  | 2  | 123 | 48  | +75 |
| 2   | Alnimar Reus Deportiu    | 60  | 30 | 17 | 9  | 4  | 113 | 71  | +42 |
| 3   | Coinasa Liceo            | 53  | 30 | 16 | 5  | 9  | 92  | 66  | +26 |
| 4   | Roncato Vic              | 52  | 30 | 15 | 7  | 8  | 70  | 47  | +23 |
| 5   | Noia Freixenet           | 51  | 30 | 15 | 6  | 9  | 77  | 66  | +11 |
| 6   | Viva Hàbitat Blanes      | 49  | 30 | 15 | 4  | 11 | 70  | 57  | +13 |
| 7   | Cemex Tenerife           | 47  | 30 | 13 | 8  | 9  | 90  | 83  | +7  |
| 8   | Proinosa Igualada        | 45  | 30 | 13 | 6  | 11 | 85  | 78  | +7  |
| 9   | Grup Clima Mataró        | 43  | 30 | 13 | 4  | 13 | 77  | 78  | -1  |
| 10  | Vilanova L'Ull Blau      | 38  | 30 | 10 | 8  | 12 | 64  | 75  | -11 |
| 11  | Grup Castillo Lleida     | 31  | 30 | 8  | 7  | 15 | 73  | 87  | -14 |
| 12  | Grup Lloret              | 30  | 30 | 7  | 9  | 14 | 58  | 82  | -24 |
| 13  | Güell Voltregà           | 29  | 30 | 6  | 11 | 13 | 63  | 92  | -29 |
| 14  | Epson Cerdanyola         | 29  | 30 | 8  | 5  | 17 | 70  | 94  | -24 |
| 15  | Caixa Penedès Vilafranca | 28  | 30 | 8  | 4  | 18 | 65  | 94  | -29 |
| 16  | Esfer Oviedo             | 8   | 30 | 2  | 2  | 26 | 51  | 123 | -72 |

### Resultats
|                          | Cer | Bar | Bla | Igu | Lic | Lle | Llo | Ovi | Mat | Noi | Reu | Ten | Vic | Vil | Vif | Vol |
| Epson Cerdanyola         |     | 1:3 | 2:1 | 3:2 | 4:3 | 2:3 | 4:1 | 6:3 | 1:4 | 0:1 | 4:5 | 4:4 | 1:3 | 1:3 | 4:6 | 2:1 |
| Barcelona Sorli Discau   | 6:3 |     | 1:0 | 6:2 | 6:2 | 5:1 | 8:1 | 9:3 | 6:4 | 5:1 | 2:2 | 6:4 | 4:0 | 6:0 | 4:2 | 3:0 |
| Viva Hàbitat Blanes      | 3:2 | 0:1 |     | 3:1 | 2:1 | 9:0 | 2:2 | 4:2 | 1:0 | 3:2 | 4:5 | 4:3 | 1:1 | 2:1 | 3:1 | 5:0 |
| Proinosa Igualada        | 4:0 | 2:1 | 3:4 |     | 2:2 | 3:6 | 1:1 | 7:2 | 6:2 | 2:2 | 3:3 | 2:3 | 3:2 | 3:2 | 5:3 | 2:4 |
| Coinasa Liceo            | 4:0 | 1:4 | 6:4 | 2:5 |     | 4:3 | 2:1 | 6:2 | 4:1 | 5:3 | 1:1 | 1:1 | 3:2 | 4:1 | 1:2 | 9:1 |
| Grup Castillo Lleida     | 4:4 | 2:3 | 3:3 | 4:3 | 1:4 |     | 1:4 | 2:2 | 1:2 | 7:2 | 2:4 | 4:0 | 0:1 | 2:2 | 5:1 | 4:0 |
| Grup Lloret              | 4:6 | 0:3 | 1:0 | 2:2 | 1:2 | 3:2 |     | 3:2 | 2:2 | 0:3 | 6:4 | 3:4 | 0:4 | 1:0 | 1:1 | 3:3 |
| Esfer Oviedo             | 0:6 | 1:3 | 1:2 | 2:4 | 0:4 | 2:4 | 1:0 |     | 1:3 | 0:1 | 2:5 | 2:6 | 2:1 | 1:2 | 4:5 | 4:5 |
| Grup Clima Mataró        | 4:2 | 3:6 | 3:0 | 1:4 | 1:1 | 5:1 | 2:3 | 7:1 |     | 3:7 | 0:4 | 3:3 | 1:1 | 4:2 | 3:0 | 2:0 |
| Noia Freixenet           | 5:0 | 1:1 | 3:0 | 2:1 | 4:3 | 2:1 | 5:3 | 7:2 | 3:4 |     | 3:3 | 2:0 | 2:5 | 2:0 | 3:1 | 1:1 |
| Alnimar Reus Deportiu    | 5:2 | 3:4 | 2:5 | 4:2 | 2:0 | 5:1 | 2:2 | 6:5 | 5:2 | 4:1 |     | 7:1 | 1:1 | 3:3 | 4:2 | 7:1 |
| Cemex Tenerife           | 2:0 | 2:6 | 4:1 | 0:1 | 4:4 | 3:3 | 4:3 | 4:1 | 4:2 | 6:2 | 3:3 |     | 1:3 | 3:3 | 4:2 | 5:2 |
| Roncato Vic              | 2:2 | 0:0 | 2:1 | 1:2 | 1:4 | 3:3 | 3:0 | 4:0 | 5:1 | 2:1 | 5:2 | 1:3 |     | 3:0 | 3:1 | 4:1 |
| Vilanova L'Ull Blau      | 1:1 | 2:1 | 1:1 | 4:5 | 2:4 | 2:1 | 4:2 | 3:0 | 2:1 | 2:2 | 0:4 | 5:5 | 3:0 |     | 4:3 | 4:3 |
| Caixa Penedès Vilafranca | 2:2 | 2:4 | 2:0 | 5:1 | 1:2 | 3:1 | 4:4 | 3:2 | 1:3 | 1:3 | 1:5 | 2:4 | 0:3 | 4:3 |     | 2:6 |
| Güell Voltregà           | 6:1 | 3:6 | 1:2 | 2:2 | 4:3 | 1:1 | 1:1 | 1:1 | 1:4 | 1:1 | 3:3 | 1:0 | 4:4 | 3:3 | 3:4 |     |

## Play-off
|  | Quarts de final        | Quarts de final       |                        |   | Semifinals | Semifinals |  |  | Final | Final |
|  |                        |                       |                        |   |            |            |  |  |       |       |
|  |                        |                       |                        |   |            |            |  |  |       |       |
|  |                        |                       |                        |   |            |            |  |  |       |       |
|  | Barcelona Sorli Discau | 3                     |                        |   |            |            |  |  |       |       |
|  | Barcelona Sorli Discau | 3                     |                        |   |            |            |  |  |       |       |
|  | Proinosa Igualada      | 0                     |                        |   |            |            |  |  |       |       |
|  | Proinosa Igualada      | 0                     | Barcelona Sorli Discau | 3 |            |            |  |  |       |       |
|  |                        |                       | Barcelona Sorli Discau | 3 |            |            |  |  |       |       |
|  |                        | Noia Freixenet        | 1                      |   |            |            |  |  |       |       |
|  | Roncato Vic            | Noia Freixenet        | 1                      | 1 |            |            |  |  |       |       |
|  | Roncato Vic            |                       |                        | 1 |            |            |  |  |       |       |
|  | Noia Freixenet         | 3                     |                        |   |            |            |  |  |       |       |
|  | Noia Freixenet         | 3                     | Barcelona Sorli Discau | 3 |            |            |  |  |       |       |
|  |                        |                       | Barcelona Sorli Discau | 3 |            |            |  |  |       |       |
|  |                        | Alnimar Reus Deportiu | 2                      |   |            |            |  |  |       |       |
|  | Alnimar Reus Deportiu  | Alnimar Reus Deportiu | 2                      | 3 |            |            |  |  |       |       |
|  | Alnimar Reus Deportiu  |                       |                        | 3 |            |            |  |  |       |       |
|  | Cemex Tenerife         | 2                     |                        |   |            |            |  |  |       |       |
|  | Cemex Tenerife         | 2                     | Alnimar Reus Deportiu  | 3 |            |            |  |  |       |       |
|  |                        |                       | Alnimar Reus Deportiu  | 3 |            |            |  |  |       |       |
|  |                        | Coinasa Liceo         | 0                      |   |            |            |  |  |       |       |
|  | Coinasa Liceo          | Coinasa Liceo         | 0                      | 3 |            |            |  |  |       |       |
|  | Coinasa Liceo          |                       |                        | 3 |            |            |  |  |       |       |
|  | Viva Hàbitat Blanes    | 2                     |                        |   |            |            |  |  |       |       |
|  | Viva Hàbitat Blanes    | 2                     |                        |   |            |            |  |  |       |       |

### Quart de final 1
| 24 d'abril de 2008 21:00                          |     |                             |                                                   |
| Barcelona Sorli Discau                            | 5-4 | Proinosa Igualada           | Palau Blaugrana Àrbitres: A. De la Hera i I. Sanz |
| Páez 12' Borregán 18' López 32' Panadero 37', 43' |     | Bargalló 21', 29', 33', 41' | Palau Blaugrana Àrbitres: A. De la Hera i I. Sanz |

| 26 d'abril de 2008 16:30  |     |                   |                                                     |
| Barcelona Sorli Discau    | 2-1 | Proinosa Igualada | Palau Blaugrana Àrbitres: J.J. Melero i J.J. Argudo |
| Borregán 10' (p) Páez 17' |     | Navarro 24'       | Palau Blaugrana Àrbitres: J.J. Melero i J.J. Argudo |

| 28 d'abril de 2008 21:30                 |     |                                                                     |                                                         |
| Proinosa Igualada                        | 4-5 | FC Barcelona Sorli Discau                                           | Poliesportiu Les Comes Àrbitres: J. Molina i X. Buixeda |
| Montferri 15', 47' Bargalló 31' (p), 32' |     | Panadero 17', 42' Masoliver 24' (p) Borregán 38' Teixidó 51' (pro.) | Poliesportiu Les Comes Àrbitres: J. Molina i X. Buixeda |

### Quart de final 2
| 24 d'abril de 2008 20:30               |                    |                                              |                                                       |
| Roncato Vic                            | 4 - 4 penals (0-1) | Noia Freixenet                               | Pavelló Olímpic de Vic Àrbitres: X. Galán i C. Pernas |
| Torra 15', 40' Pujadas 35' Adroher 44' |                    | Brichs 35', 45', 47' Cabestany 49' Selva (p) | Pavelló Olímpic de Vic Àrbitres: X. Galán i C. Pernas |

| 26 d'abril de 2008 19:30           |       |                  |                                                        |
| Roncato Vic                        | 4 - 2 | Noia Freixenet   | Pavelló Olímpic de Vic Àrbitres: J. Vidal i M. Alemany |
| Torra 1' Adroher 1', 43' Carbó 36' |       | Mitjans 22', 26' | Pavelló Olímpic de Vic Àrbitres: J. Vidal i M. Alemany |

| 29 d'abril de 2008 22:00         |       |             | |
| Noia Freixenet                   | 4 - 1 | Roncato Vic | Pavelló Olímpic de l'Ateneu Agrícola Àrbitres: J.J. Prades i A. Gómez Assistència: 300 espectadors |
| Cabestany 2', 40', 42' Selva 22' |       | Adroher 5'  | Pavelló Olímpic de l'Ateneu Agrícola Àrbitres: J.J. Prades i A. Gómez Assistència: 300 espectadors |

| 1 de maig de 2008 19:30                         |       |                                 |                                                                       |
| Noia Freixenet                                  | 5 - 3 | Roncato Vic                     | Pavelló Olímpic de l'Ateneu Agrícola Àrbitres: J.A. Ribó i A. Garrote |
| Cabestany 18', 27' (p), 29' (p), 40' Feixas 39' |       | Adroher 43' López 44' Torra 48' | Pavelló Olímpic de l'Ateneu Agrícola Àrbitres: J.A. Ribó i A. Garrote |

### Quart de final 3
| 24 d'abril de 2008 21:30 |                    |                                    |                                                                                               |
| Alnimar Reus Deportiu    | 1 - 1 penals (1-2) | Cemex Tenerife                     | Palau d'Esports Reus Deportiu Àrbitres: L. Delfa i M.T. Martínez Assistència: 600 espectadors |
| Gual 24' Páez (p)        |                    | Ferrer 24' Creus (p) Rodríguez (p) | Palau d'Esports Reus Deportiu Àrbitres: L. Delfa i M.T. Martínez Assistència: 600 espectadors |

| 26 d'abril de 2008 21:30 |       |                        |                                                                                               |
| Alnimar Reus Deportiu    | 3 - 2 | Cemex Tenerife         | Palau d'Esports Reus Deportiu Àrbitres: C.J. Bifet i J. Martínez Assistència: 800 espectadors |
| Páez 2' Molet 18', 22'   |       | Alen 35' (p) Costa 49' | Palau d'Esports Reus Deportiu Àrbitres: C.J. Bifet i J. Martínez Assistència: 800 espectadors |

| 29 d'abril de 2008 18:00 |       |                                     |                                                         |
| Cemex Tenerife           | 2 - 5 | Alnimar Reus Deportiu               | Pavelló Pancho Camurria Àrbitres: G. Sandoval i I. Sanz |
| Rodríguez 47'            |       | Sánchez 20', 23', 26', 44' Páez 34' | Pavelló Pancho Camurria Àrbitres: G. Sandoval i I. Sanz |

| 1 de maig de 2008 18:00                                |       |                               |                                                                                     |
| Cemex Tenerife                                         | 5 - 3 | Alnimar Reus Deportiu         | Pavelló Pancho Camurria Àrbitres: X. Galán i C. Pernas Assistència: 300 espectadors |
| Alen 12' (p) Burgoa 27', 30' Sánchez 31' Rodríguez 50' |       | Páez 32' Gual 36' Sánchez 45' | Pavelló Pancho Camurria Àrbitres: X. Galán i C. Pernas Assistència: 300 espectadors |

| 4 de maig de 2008 19:00   |       |                |                                                                                               |
| Alnimar Reus Deportiu     | 3 - 0 | Cemex Tenerife | Palau d'Esports Reus Deportiu Àrbitres: J.J. Prades i E. Grima Assistència: 1.200 espectadors |
| Sánchez 11', 18' Páez 28' |       |                | Palau d'Esports Reus Deportiu Àrbitres: J.J. Prades i E. Grima Assistència: 1.200 espectadors |

### Quart de final 4
| 24 d'abril de 2008 20:45 |       |                     |                                                         |
| Coinasa Liceo            | 2 - 0 | Viva Hàbitat Blanes | Palau d'Esports de Riazor Àrbitres: J. Gómez i S. Mayor |
| Lamas i Ventura          |       |                     | Palau d'Esports de Riazor Àrbitres: J. Gómez i S. Mayor |

| 26 d'abril de 2008 20:45 |                    |                     |                                                           |
| Coinasa Liceo            | 3 - 3 penals (1-0) | Viva Hàbitat Blanes | Palau d'Esports de Riazor Àrbitres: J. López i M. Benítez |
|                          |                    |                     | Palau d'Esports de Riazor Àrbitres: J. López i M. Benítez |

| 29 d'abril de 2008 20:00 |       |               |                                                               |
| Viva Hàbitat Blanes      | 3 - 1 | Coinasa Liceo | Pavelló d'Esports de Blanes Àrbitres: G. Sandoval i J. Molina |
| Lladó                    |       | Payero        | Pavelló d'Esports de Blanes Àrbitres: G. Sandoval i J. Molina |

| 1 de maig de 2008 12:30 |       |               |                                                               |
| Viva Hàbitat Blanes     | 5 - 0 | Coinasa Liceo | Pavelló d'Esports de Blanes Àrbitres: G. Sandoval i J. Molina |
|                         |       |               | Pavelló d'Esports de Blanes Àrbitres: G. Sandoval i J. Molina |

| 4 de maig de 2008 12:30  |       |                     |                                                         |
| Coinasa Liceo            | 6 - 0 | Viva Hàbitat Blanes | Palau d'Esports de Riazor Àrbitres: L. Delfa i A. Rubio |
| Payero (2) i Álvarez (1) |       |                     | Palau d'Esports de Riazor Àrbitres: L. Delfa i A. Rubio |

### Semifinal 1
| 15 de maig de 2008 21:00             |     |                                                       |                                                 |
| Barcelona Sorli Discau               | 3-5 | Noia Freixenet                                        | Palau Blaugrana Àrbitres: J. Vidal i M. Alemany |
| Borregán 22' Cristian 34' Vergés 49' |     | Cabestany 5' Selva 19', 40' Varias 39' (p) Brichs 47' | Palau Blaugrana Àrbitres: J. Vidal i M. Alemany |

| 18 de maig de 2008 12:30                 |     |                |                                                  |
| Barcelona Sorli Discau                   | 4-1 | Noia Freixenet | Palau Blaugrana Àrbitres: F. García i C.J. Bifet |
| Borregán 15' Páez 23' Masoliver 25', 34' |     | Cabestany 11'  | Palau Blaugrana Àrbitres: F. García i C.J. Bifet |

| 23 de maig de 2008 20:00 |     |                            |                                                                       |
| Noia Freixenet           | 2-3 | Barcelona Sorli Discau     | Pavelló Olímpic de l'Ateneu Agrícola Àrbitres: A. Gómez i J.J. Melero |
| Esteva 24' Brichs 47'    |     | Páez 10', 44' Borregán 45' | Pavelló Olímpic de l'Ateneu Agrícola Àrbitres: A. Gómez i J.J. Melero |

| 25 de maig de 2008 12:30 |     |                             |                                                                     |
| Noia Freixenet           | 1-3 | Barcelona Sorli Discau      | Pavelló Olímpic de l'Ateneu Agrícola Àrbitres: J. Molina i L. Delfa |
| Feixas 10'               |     | Vergés 14', 42' Teixidó 35' | Pavelló Olímpic de l'Ateneu Agrícola Àrbitres: J. Molina i L. Delfa |

### Semifinal 2
| 16 de maig de 2008 21:30        |     |               |                                                                                              |
| Alnimar Reus Deportiu           | 4-1 | Coinasa Liceo | Palau d'Esports Reus Deportiu Àrbitres: O. Valverde i I. Sanz Assistència: 1.200 espectadors |
| Páez 1', 17' García 9' Gual 30' |     | Álvarez 7'    | Palau d'Esports Reus Deportiu Àrbitres: O. Valverde i I. Sanz Assistència: 1.200 espectadors |

| 18 de maig de 2008 12:30 |     |               |                                                                                             |
| Alnimar Reus Deportiu    | 2-1 | Coinasa Liceo | Palau d'Esports Reus Deportiu Àrbitres: G. Sandoval i X. Galán Assistència: 900 espectadors |
| Sánchez 43' Gil (pro.)   |     | Alves 26'     | Palau d'Esports Reus Deportiu Àrbitres: G. Sandoval i X. Galán Assistència: 900 espectadors |

| 23 de maig de 2008 20:45         |                  |                                 |                                                                                        |
| Coinasa Liceo                    | 3-3 penals (0-1) | Alnimar Reus Deportiu           | Palau d'Esports de Riazor Àrbitres: J. Gómez i S. Mayor Assistència: 1.500 espectadors |
| Payero 29' Álvarez 33' Lamas 39' |                  | Gil 14', 18' Gual 49' Molet (p) | Palau d'Esports de Riazor Àrbitres: J. Gómez i S. Mayor Assistència: 1.500 espectadors |

### Final
| 30 de maig de 2008 21:00                                                |     |                       |                                                                               |
| Barcelona Sorli Discau                                                  | 7-0 | Alnimar Reus Deportiu | Palau Blaugrana Àrbitres: X.Galán i C.J. Bifet Assistència: 1.000 espectadors |
| Borregán 5', 10' Masoliver 9' Teixidó 19', 22' Vergés 32' Rodríguez 50' |     |                       | Palau Blaugrana Àrbitres: X.Galán i C.J. Bifet Assistència: 1.000 espectadors |

| 1 de juny de 2008 12:30 |     |                                       |                                                                              |
| Barcelona Sorli Discau  | 2-3 | Alnimar Reus Deportiu                 | Palau Blaugrana Àrbitres: O.Valverde i A. Gómez Assistència: 750 espectadors |
| D. Páez 5' Teixidó 24'  |     | Platero 24' Sánchez 30' J.L. Páez 44' | Palau Blaugrana Àrbitres: O.Valverde i A. Gómez Assistència: 750 espectadors |

| 6 de juny de 2008 21:00                          |                  |                                             |                                                                                                |
| Alnimar Reus Deportiu                            | 3-3 penals (2-1) | Barcelona Sorli Discau                      | Palau d'Esports Reus Deportiu Àrbitres: F. García i G. Sandoval Assistència: 3.000 espectadors |
| Gual 21', 23' Gil 47', (p. pro.) Molet (p. pro.) |                  | D. Páez 30', 48' Ordeig 35' López (p. pro.) | Palau d'Esports Reus Deportiu Àrbitres: F. García i G. Sandoval Assistència: 3.000 espectadors |

| 8 de juny de 2008 12:30               |     |                                            |                                                                                               |
| Alnimar Reus Deportiu                 | 3-4 | Barcelona Sorli Discau                     | Palau d'Esports Reus Deportiu Àrbitres: J.J. Prades i J. Gómez Assistència: 4.000 espectadors |
| Gual 16' J.L. Páez 23' (p) García 47' |     | Borregán 9', 54' (pro.) López 19', 40' (p) | Palau d'Esports Reus Deportiu Àrbitres: J.J. Prades i J. Gómez Assistència: 4.000 espectadors |

| 10 de juny de 2008 20:30                              |     |                         |                                                                                  |
| Barcelona Sorli Discau                                | 5-2 | Alnimar Reus Deportiu   | Palau Blaugrana Àrbitres: O. Valverde i F. García Assistència: 5.000 espectadors |
| D. Páez 9', 30' Ordeig 24' Masoliver 44' Borregán 47' |     | J.L. Páez 21' Caldú 45' | Palau Blaugrana Àrbitres: O. Valverde i F. García Assistència: 5.000 espectadors |

| Campió BARCELONA SORLI DISCAU |

## Màxims golejadors
| Jugador              | Equip                  | Gols |
| -------------------- | ---------------------- | ---- |
| Alberto Borregán     | Barcelona Sorli Discau | 47   |
| Pablo Álvarez        | Coinasa Liceo          | 39   |
| Pedro Gil            | Alnimar Reus Deportiu  | 39   |
| David Páez           | Barcelona Sorli Discau | 33   |
| Miguel Ángel Sánchez | Cemex Tenerife         | 27   |
| Sergi Panadero       | Barcelona Sorli Discau | 26   |
| Martín Payero        | Coinasa Liceo          | 26   |
| Roger Rocasalbas     | Grup Clima Mataró      | 26   |

## Premis
- Màxim golejador: Alberto Borregán (Barcelona Sorli Discau)
- Millor jugador: Sergi Fernández (Roncato Patí Vic)